# Sobibór (gmina)
Sobibór (od 1973 Wola Uhruska) – dawna gmina wiejska istniejąca w latach 1867–1954 na Lubelszczyźnie. Siedzibami gminy były: w latach 1867–1933 Sobibór, 1933–47 Zbereże, 1947–54 Wola Uhruska.
Gmina Sobibór powstała w 1867 roku w Królestwie Kongresowym a po jego podziale na powiaty i gminy z początkiem 1867 roku weszła w skład w powiatu włodawskiego w guberni lubelskiej (w latach 1912–1915 jako część guberni chełmskiej). W 1919 roku gmina weszła w skład woj. lubelskiego.
W 1924 roku w skład gminy wchodziły: Bytyń wieś; Huta Józefów osada fabryczna; Józefów kol.; Józefów-Kniażne kol.; Kniażne kol., folwark; Kossyń wieś; Laski kol.; Macoszyn Mały wieś, kol.; Macoszyn Wielki wieś; Majdan Stuleński wieś; folwark; Małoziemce wieś; Mszanka wieś; Ossowa wieś; Piaski wieś; Podlaski wieś; Przybysz folwark; Różniówka folwark; Siedliszcze wieś, kol.; Sobibór wieś, folwark, stacja kolejowa; Stanisławów folwark; Stulno wieś, folwark; Sucholisica kol.; Uhrusk wieś; Uhrusk-Kniażne folwark; Wola Uhruska wieś; Wołczyny wieś; Załowocze folwark; Zastawie wieś; Zbereże wieś; Zezulka kol.; Zosin folwark; Żłobek wieś, kol..
Do 1933 roku ustrój gminy kształtowało zmodyfikowane prawo zaborcze. W 1933 roku siedzibę gminy przeniesiono z Sobiboru do Zbereża. Podczas okupacji gmina należała do dystryktu lubelskiego (w Generalnym Gubernatorstwie). W 1947 roku siedzibę gminy przeniesiono ze Zbereża do Woli Uhruskiej.
Według stanu z dnia 1 lipca 1952 roku gmina Sobibór składała się z 16 gromad. Jednostka została zniesiona 29 września 1954 roku wraz z reformą wprowadzającą gromady w miejsce gmin. Po reaktywowaniu gmin z dniem 1 stycznia 1973 roku gminy Sobibór nie przywrócono, utworzono natomiast jej odpowiednik, gminę Wola Uhruska.